# Xã Republican, Quận Jefferson, Indiana
Xã Republican (tiếng Anh: Republican Township) là một xã thuộc quận Jefferson, tiểu bang Indiana, Hoa Kỳ. Năm 2010, dân số của xã này là 1.599 người.